# Санжаасурэнгийн Оюун
Санжаасурэнги́йн Ою́ун  (монг. Санжаасүрэнгийн Оюун) — монгольский политик, член Великого государственного хурала Монголии (c 1998 года), Министр иностранных дел Монголии (2007 — 2008), Министр природы и экостроительства (с 2012 года). Младшая сестра монгольского политика  Санжаасурэнгийна Зорига, трагически погибшего 2 октября 1998 года.

## Биография
Оюун родилась 18 января 1964 года в Улан-Баторе. Её отец был деканом Монгольского государственного университета и вице-министром образования МНР. Мать была дочерью известного советского географа Андрея Симукова, который первым составил множество географических карт Монголии.
После окончания средней школы поступила в Карлов университет (Чехословакия), который закончила в 1987 году по специальности «геохимик».
В 1988—1990 годах Оюун работает геологом в монгольско-чехословацкой горнорудной компании. В 1990—1991 годах работала в ООН.
В 1992—1996 годах училась в аспирантуре Кембриджского университета, где получила ученую степень доктора философии. Там же защитила диссертацию, является доктором философии по геологии.
В 1996—1998 годах Оюун работает в транснациональной горнодобывающей компании «Рио-Тинто».

## Политическая карьера
2 октября 1998 года в собственной квартире убит старший брат Оюун, известный монгольский политик Санжаасурэнгийн Зориг. Преступление до сих пор не раскрыто. После этого трагического события Оюун приходит в политику, чтобы продолжить дело брата.
В 1998 году она впервые избирается в Великий государственный хурал Монголии от округа Дорнод, родины своего отца. В этом округе постоянно баллотировался её брат Зориг.
С 1998 года является депутатом Великого Государственного Хурала.
В 2000 году учредила либерально-центристскую Партию гражданской воли.
В 2004—2005 годах избирается на пост вице-спикера Великого Государственного Хурала.
С декабря 2007 года по сентябрь 2008 года Санжаасурэнгийн Оюун входит в состав коалиционного правительства Санжийна Баяра, где занимает пост Министра иностранных дел Монголии. С сентября 2008 года Оюун входит в состав постоянного комитета Великого государственного хурала по безопасности и внешней политике.
С 2012 года Оюун работает на должности Министра природы и экостроительства.
Кроме парламентских и государственных дел Оюун возглавляет фонд, названный в честь погибшего брата. Фонд декларирует поддержку демократии, защиту прав человека, отстаивает свободу слова.
Оюун также является президентом Геологической ассоциации Монголии.
Владеет на хорошем уровне русским, английским, чешским языками. Имеет чёрный пояс по каратэ.